# Klaus Heuermann
Klaus Heuermann (* 5. März 1970 in Bremerhaven) ist ein deutscher Jazzgeiger, Jazzbratscher und Jazzgitarrist.

## Leben
Heuermann studierte Klassische Musik und Jazz an der Musikhochschule Bremen und der Hochschule für Musik und Theater Hannover. Er war in verschiedenen Orchestern in Deutschland, unter anderem bei der Deutschen Kammerphilharmonie Bremen und dem NDR Sinfonieorchester (Hamburg) tätig, aber auch für Theatermusiken. Er trat mit dem Havelka Streichquartett für den NDR-Hannover auf und ist Arrangeur/Komponist für verschiedene Popmusik-Projekte mit Streichern (u. a. mit Patrick Nuo, Phillip Kacza, Ulle Rode (Rosenstolz), Christian Decker, Hervé Jeanne, Marquess, Jens Krause, Adoro, Nils Brunkhorst). Weiterhin arbeitete er mit Joo Kraus und dem Turtle Island String Quartett zusammen und ist Bratscher des aktuellen Jazz-Art Niedersachsen Projektes 2010/2011 von Ulli Orth und Andy Mokrus.
Er ist Produzent/Komponist und Arrangeur von Hyerman und Wachgeküßt, einem Projekt mit Mrs. Niedersachsen Anke Maßmann. Außerdem ist er Violinist des 1920er-Jahre-Ensembles „Grammophon & Schellack“.
Als Jazzmusiker bewegt er sich im Neo-Swing mit Einflüssen aus Swing, Bebop und Cool Jazz. Zurzeit tritt er mit seinem eigenen Bass/Gitarre-Duo Anthrazit auf.

## Diskografie
- 2007: Patrick Nuo – Nuo (Sony BMG)
- 2007: Tonkunst Ensemble Hannover – …und jetzt erklingt Franz Grote (Duophon Records)
- 2008: Grammophon & Schellack – Es hat sich nichts geändert (Paul Productions)
- 2008: Marquess – YA! (Starwatch / Warner)
- 2008: Siri Svegler – Their Wine (Compost)
- 2009: Hyerman – Honest (Calandia Records)
- 2009: Wachgeküsst – Wach auf (Calandia Records)
- 2009: Siri Svegler – Silent Viewer (Compost)
- 2010: Wachgeküsst – Aufgewacht (Calandia Records)
- 2010: My Little Tramp – World in My Pocket (Phoenix Music Group)
- 2011: Cryptex – Good Morning, How Did You Live? (SAOL / H’Art)
- 2013: Grammophon & Schellack – Du bist nicht die Erste (Paul Productions)
- 2013: Wachgeküsst – Keine Zeit zu verlier’n (Rockwerk Records)

## Kompositionen
- Streichtrio op. 1, 1996
- Streichquartett Nr. 1 Winds & Waves (3 Sätze), 2007